# 재키 림
재키 림(Jackie Lim, 본명(本名)은 임하정(林河廷), 1966년 10월 7일 ~ )은 대한민국의 여성 모델 겸 뮤지컬 배우이며 텔레비전 연기자 겸 기업가이다.

## 생애

### 주요 경력
- 미스홍콩건미대회 선 (1985년, 健美小姐亞軍)
- 영화 가자연가 The Story Behind the Concert 알란 탐과 출연 (1986년, 歌者戀歌)
- 일본 밴드 Jackie Lin and Par Avion 결성 Strangers Dream 데뷰 (1987년 4월 30일)
- 일본 와우와우 TV 비디오 자키(1990년)
- SBS 서울방송 TV 프로그램 생방송 TV가요20 진행MC(1995년)
- MBC 문화방송 오늘은 좋은날 MC(1995년)
- KBS 한국방송공사 행운의 일요특급 대리 MC(1995년)
- KMTV 동방특급 비디오 자키(1995년)
- MBC 문화방송 재키 림의 세계탐험 진행(1995년)
- SBS 서울방송 한밤의 TV 연예 인터뷰 담당(1995년)

### 이외 이력
- 무역회사 리치 스타 CEO 사장

### TV 프로그램
- SBS 생방송 TV가요20
- MBC 오늘은 좋은날
- KBS 행운의 일요특급
- KMTV 동방특급
- MBC 재키 림의 세계 탐험
- SBS 서울방송 한밤의 TV 연예
- 아리랑 TV 스페셜 - 로드 MC(1998년)
- MBC 《박상원의 아름다운 TV 얼굴》 - (1998년)

### TV 시리즈
- 1996년 : KBS 드라마 《며느리 삼국지》
- 1996년 : MBC 시트콤 《남자 셋 여자 셋》
- 1996년 : KBS 드라마 《컬러》
- 1996년 : EBS 드라마 《감성세대》
- 1996년 : SBS 시트콤 《LA 아리랑》
- 1997년 : SBS 드라마 《아름다운 그녀》

### CF
- 1995년 : 조선맥주 하이트 맥주
- 1995년 : 삼성전자 매직 스테이션

## 수상 경력
- 1985년 미스홍콩건미대회
- 1995년 KMTV 감사패